# Eptesicus nasutus
Il serotino di persia (Eptesicus nasutus  Dobson, 1877) è un pipistrello della famiglia dei Vespertilionidi diffuso nel Medio oriente.

## Descrizione

### Dimensioni
Pipistrello di piccole dimensioni, con la lunghezza della testa e del corpo tra 48 e 70 mm, la lunghezza dell'avambraccio tra 35,4 e 36,9 mm, la lunghezza della coda tra 38 e 46 mm, la lunghezza del piede tra 7 e 8 mm, la lunghezza delle orecchie tra 12,5 e 14 mm e un peso fino a 14 g.

### Aspetto
La pelliccia è corta e densa. Le parti dorsali sono giallo-brunastre, mentre le parti ventrali sono più chiare. Il muso è conico, con il labbro superiore che si estende ben oltre quello inferiore e con le narici che si aprono lateralmente. La testa è appiattita. Le orecchie sono piccole, triangolari e con l'estremità arrotondata. Il trago è lungo circa la metà del padiglione auricolare, con il bordo anteriore leggermente concavo, quello posteriore convesso e con un lobo alla base e l'estremità appuntita. Le membrane alari sono nerastre. La punta della lunga coda si estende leggermente oltre l'ampio uropatagio. Il calcar è corto, delicato e con un picco lobo terminale.

## Biologia

### Comportamento
Si rifugia in piccoli gruppi all'interno di grotte vicino al mare, crepe nei muri e tra le rovine di edifici abbandonati.

### Alimentazione
Si nutre di insetti.

## Distribuzione e habitat
Questa specie è diffusa nella Penisola arabica meridionale ed orientale, Iran meridionale fino al Pakistan centrale e l'Afghanistan orientale.
Vive in ambienti semi-aridi e dune in prossimità del mare. Nel Pakistan è stato osservato fino a 860 metri di altitudine.

## Tassonomia
Sono state riconosciute 4 sottospecie:
- E.n.nasutus: Province pakistane del sind e Baluchistan; Afghanistan centro-orientale;
- E.n.batinensis (Harrison, 1968): Oman, Arabia Saudita orientale, Emirati Arabi Uniti. Probabilmente anche Qatar e Bahrein;
- E.n.matschiei (Thomas, 1905): Yemen, Arabia Saudita sud-occidentale;
- E.n.pellucens (Thomas, 1906): Iraq sud-orientale, Kuwait, Iran sud-occidentale e meridionale.

## Conservazione
La IUCN Red List, considerato il vasto areale e la tolleranza ad alcune modifiche ambientali, classifica E.nasutus come specie a rischio minimo (Least Concern)).